# パンパスギツネ
パンパスギツネ（Lycalopex gymnocercus）は、南米のパンパに棲息するイヌ科の一種である。和名にキツネとあり、英語でもPampas foxと呼ぶが、キツネ属ではない。

## 分布
アルゼンチン北部と中部、ウルグアイ、ボリビア東部、パラグアイ、ブラジル南部に棲息している。

## 形態

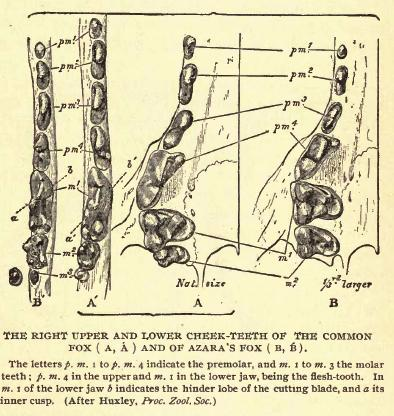
パンパスギツネ（右）とアカギツネ（左）の歯列。

パンパスギツネの外見はクルペオギツネに類似し、大きさも近いが、相対的に鼻先がより広く、頭と首の毛皮が赤く、鼻口部に黒い模様がある。ほぼ全身に短く高密度な毛が生え、背中から尾にかけて黒い縞が走り、腹側は色が薄く白に近い。耳は幅広く相対的に大きな三角形で、外側は赤味がかるが内側は白い。脚の内側は体の腹側と同じような薄い色だが、前肢の外側は赤っぽく、後肢の外側は灰色。後肢の下部には明瞭な黒斑がある。成獣は体長51 - 80センチメートル、体重2.4 - 8キログラムで、雄は雌より体重にして10パーセントほど大きい。

## 生態
開けたパンパを好み、農地周辺にいることも多いが、低山帯や湿地、チャコの森林にも見られる。標高1000メートル以下に最も多いが、最大で標高3500mのプーナ草原にも棲息する。
普段は単独生活をしているが、繁殖期には一夫一妻のペアで行動し、仔を育てる。主に夜行性だが、昼間に活動することもある。洞穴、樹洞、ビスカッチャやアルマジロの巣穴など、利用可能な空洞なら何でも巣穴に使う。成獣は特定の溜め糞場に排便することで縄張りのマーキングをし、ペアで子育てをしている間でも狩りは単独で行う。行動圏の大きさにはばらつきが大きいが、平均で約2.6平方キロメートル。
イヌ科で最も雑食性が強く、日和見的に幅広い餌を食べる。主に鳥類、齧歯類、ノウサギ、果実、腐肉、昆虫を餌とするが、トカゲ、アルマジロ、カタツムリなどの無脊椎動物、ヒツジ、地上営巣性鳥類の卵も食べる。一方でピューマやイヌに捕食される。
年に一度、早春に発情期を迎え、交尾する。妊娠期間は55 - 60日で、最大8頭の仔を産む。仔は9月から12月に産まれ、約2か月で乳離れする。雌は1年目には成熟する。飼育下では最大14年まで生きる。
2021年、ブラジルでイヌとパンパスギツネの交雑種が確認された。この動物はイヌと「graxaim do campo（グラシャイン・ド・カンポ）」（ポルトガル語でパンパスギツネ）の間に生まれた交雑種であることにちなんで「ドッグシム」（Dogxim）と名づけられた	。